# Унион Эспаньола
«Унио́н Эспаньо́ла» (исп. Club Unión Española S.A.D.P.) — чилийский футбольный клуб из Индепенденсии, района Сантьяго. «Унион Эспаньола» семь раз становилась чемпионом Чили. Однажды клуб дошёл до финала Кубка Либертадорес (в 1975 году). На протяжении почти всей своей истории, за исключением двух сезонов — 1998 и 1999 годов, «Унион Эспаньола» была участником элитного дивизиона чемпионата Чили. Это второй из старейших футбольных клубов Чили после «Сантьяго Уондерерс».

## История
Команда была основана в 18 мая 1897 года группой испанских эмигрантов в Чили под названием «Сентро Эспаньол» (Centro Español de Instrucción y Recreación) (в переводе означает Испанский Центр образования и отдыха). Цвета команды соответствуют цветам сборной Испании, также «Унион Эспаньола» имеет и одинаковое прозвище с этой сборной — «Красная фурия».
В 1918 году в Сантьяго были образованы две команды, также имевшие непосредственное отношение к Испании — Club Ciclista Ibérico (Иберийский велоспортивный клуб) и Club Ibérico Balompié (Иберийский футбольный клуб). В 1922 году эти две команды объединились в «Унион Депортива Эспаньола» (Unión Deportiva Española). В мае 1933 года этот клуб совместно с «Коло-Коло», ФК «Бадминтон», «Аудакс Итальяно», «Грин Кросс», «Магальянес» и «Сантьяго Нэшнл» образовали чилийскую Примеру. В первом сезоне «Унион Депортива Эспаньола» финишировала на 4 месте из 8 команд.
В 1934 году «Сентро Эспаньол» и «Унион Депортива Эспаньола» объединились. Новый клуб получил современное название «Унион Эспаньола». В 1939 году команда провела лишь один матч в Примере, под названием «Сентраль». Из-за Гражданской войны в Испании руководство клуба решило взять паузу и не участвовать в официальных турнирах. В 1940 году «Унион Эспаньола» выступала в чемпионате Чили молодёжным составом. 1940-е годы были довольно успешными: в 1943 году команда выиграла свой первый чемпионский титул, затем трижды финишировала на втором месте, а увенчалось десятилетие вторым титулом, завоёванным уже в 1951 году.
Однако подлинной «Золотой эрой» в клубе стали 1970-е годы: с 1970 по 1979 год команда трижды выигрывала чемпионат Чили, трижды — серебряные медали и ещё два раза заканчивала сезон в призовой тройке. В 1973—1977 годах команду возглавлял Луис Сантибаньес (который в 1970 и 1971 годах последовательно сделал скромный «Унион Сан-Фелипе» сначала победителем Второго дивизиона, а затем чемпионом Чили, что до сей поры является высшим достижением в истории клуба). Именно под его началом «Унион Эспаньола» завоевала три чемпионских титула и в 1975 году вышла в финал Кубка Либертадорес. В упорной борьбе, лишь в третьем дополнительном матче, чилийцы уступили грозному аргентинскому «Индепендьенте», для которого это была уже рекордная четвёртая подряд и в целом шестая победа в турнире.
Затем результаты команды пошли на убыль. В 1983 году клуб избежал вылета только благодаря реформам в чемпионате Чили. Столетний юбилей для клуба получился ужасающим — впервые в своей истории по результатам сезона 1997 «Унион Эспаньола» отправилась в Сегунду. В следующем году «Красная фурия» добилась права выступать в переходных матчах, но почти без шансов уступила в них «Кокимбо Унидо» (поражение 1:6 и победа 3:1). В 1999 году «Унион Эспаньола» выиграла Второй дивизион (с рекордным показателем в 70 очков среди 15 участников) и вернулась в Примеру. В 2005 году команда впервые за 28 лет стала чемпионом Чили, выиграв Апертуру.
В июле 2008 года в клуб пришли испанские инвесторы во главе с владельцем частного университета IE University в Сеговии Хорхе Сеговией. Он получил право собственности на клуб и его символику за 1 млн долларов. После прихода Сеговии стадион команды, Санта-Лаура, на котором клуб играет с 1922 года, был модернизирован. На обновление было потрачено порядка 1,2 млн долларов.
Главными соперниками «Унион Эспаньолы» выступают другие команды переселенцев из разных частей мира. В «противостоянии колоний» участвуют «Аудакс Итальяно» (выходцы из Италии) и «Палестино» (команда, основанная мигрантами из Палестины).

## Титулы и достижения
- Чемпионы Чили (7): 1943, 1951, 1973, 1975, 1977, Ап. 2005, 2013
- Вице-чемпион Чили (10): 1945, 1948, 1950, 1970, 1972, 1976, Кл. 2004, Ап. 2009, Кл. 2012, Трансисьон 2017
- Кубок Чили (4): 1947, 1989(I), 1992, 1993
- Чемпион Чили во Втором дивизионе (1): 1999
- Финалист Кубка Либертадорес (1): 1975